# Laucourt
Laucourt település Franciaországban, Somme megyében. Lakosainak száma 184 fő (2022. január 1.). Laucourt Beuvraignes, Dancourt-Popincourt, Roye, Saint-Mard és Tilloloy községekkel határos.

## Népesség
A település népességének változása:
| Lakosok száma | 180  | 197  | 199  | 203  | 199  | 194  | 190  | 187  | 184  |
|               | 2013 | 2015 | 2016 | 2017 | 2018 | 2019 | 2020 | 2021 | 2022 |